# Otto Schultze

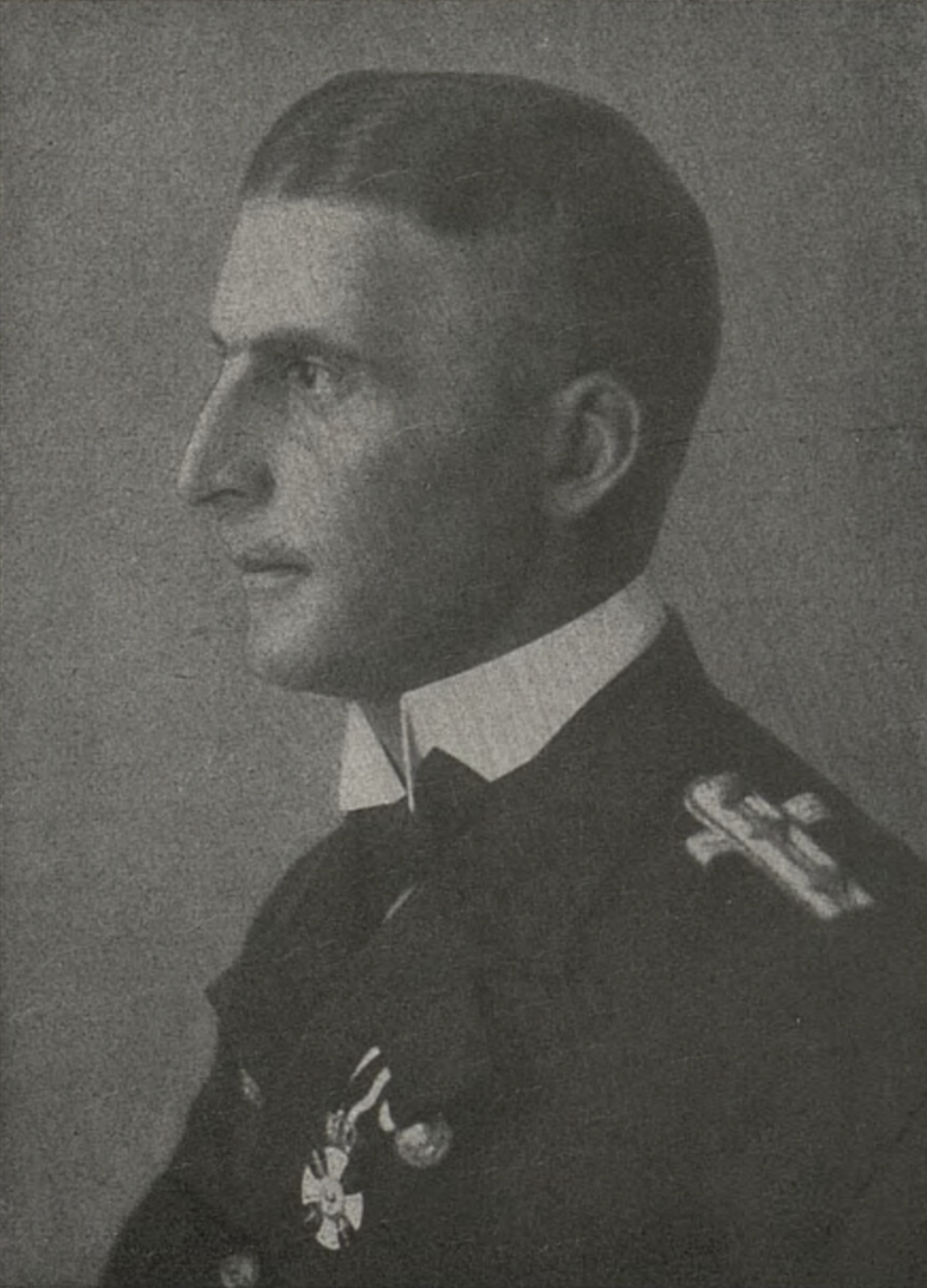
Otto Schultze (Illustrirte Zeitung, 1918)

Otto Schultze (* 11. Mai 1884 in Oldenburg; † 22. Januar 1966 in Hamburg) war ein deutscher Generaladmiral im Zweiten Weltkrieg und Ritter des Ordens Pour le Mérite.

## Werdegang
Schultze trat am 7. April 1900 als Seekadett in die Kaiserliche Marine ein und wurde 1910 Kapitänleutnant. Von 1906 bis 1908 hatte er als Wachoffizier auf der Condor in der Südsee. Von 1912 bis 1914 war er an der Marineakademie.
Er diente im Ersten Weltkrieg zunächst als Rollenoffizier auf dem Linienschiff König. 1915 wurde er zum U-Boot-Kommandanten ausgebildet und befehligte anschließend U 63. Mitte Dezember 1917 gab er dieses Kommando ab und fungierte bis Kriegsende als Erster Admiralstabsoffizier des Führers der Unterseeboote im Mittelmeer. Zugleich war Schultze vom 20. Januar bis 12. Mai 1918 Chef der dortigen I. U-Flottille Mittelmeer. 1918 wurde er Kommandeur der I. Matrosen-Artillerie-Abteilung. Am 28. April 1918 wurde er Korvettenkapitän.
Nach seiner Übernahme in die Reichsmarine wurde Schultze vorwiegend in Stabsverwendungen eingesetzt. 1920 wurde er I. Adjutant und später stellvertretender Chef des Stabes der Marinestation der Ostsee. Von 1921 bis 1923 war er Kommandeur der 1. Abteilung der Schiffstammdivision der Ostsee. Anschließend war er bis 1925 Kommandeur der Küstenwehrabteilung III und übernahm für zwei Jahre erneut die I. Marine-Artillerie-Abteilung. 1925 wurde er Fregattenkapitän.
1927 bis 1929 war er Kommandant des Linienschiffs Elsass. Vom 28. September 1929 bis 26. Februar 1930 war er Marinebefehlshaber von Kiel und in dieser Funktion auch Kommandant des Kaiser-Wilhelm-Kanals, ehe er dann Inspekteur des Bildungswesens der Marine wurde. In dieser Stellung erfolgte am 1. April 1931 seine Beförderung zum Konteradmiral.
Im Oktober 1933 wurde Schultze zum Chef der Marinestation der Nordsee ernannt und in den Folgejahren zum Vizeadmiral (1934) und zum Admiral (1. Oktober 1936) befördert. Am 31. Oktober 1937 wurde er z. V. gestellt, vertrat im selben Jahr zusammen mit Werner von Blomberg das Deutsche Reich bei der Krönung von George VI.
Bei der deutschen Mobilmachung im August 1939 wurde Schultze zur Verfügung der Kriegsmarine gestellt und in seiner alten Stellung wieder verwendet, da der bisherige Amtsinhaber Alfred Saalwächter gleichzeitig zum Oberbefehlshaber des für den Krieg neu zu bildenden Marinegruppenkommandos West ernannt wurde. Allerdings wurde er schon nach drei Monaten wieder abgelöst und für nahezu anderthalb Jahre in die Führerreserve versetzt. Vom März 1941 bis zum August 1942 war er in seiner letzten Verwendung als Kommandierender Admiral Frankreich. Kurz vor seinem endgültigen Ausscheiden aus der Marine wurde Schultze am 31. August 1942 noch zum Generaladmiral z. V. befördert.

## Auszeichnungen
- Eisernes Kreuz (1914) II. und I. Klasse[1]
- Ritterkreuz des Königlichen Hausordens von Hohenzollern mit Schwertern[1]
- Pour le Mérite[1] am 18. März 1918
- U-Boot-Kriegsabzeichen (1918)[1]
- Preußisches Dienstauszeichnungskreuz[1]
- Ritterkreuz II. Klasse des Haus- und Verdienstordens Herzogs Peter Friedrich Ludwig mit Schwertern[1]
- Friedrich-August-Kreuz II. und I. Klasse[1]
- Orden der Eisernen Krone III. Klasse mit der Kriegsdekoration[1]
- Österreichisches Militärverdienstkreuz III. Klasse mit der Kriegsdekoration[1]
- Silberne Liakat-Medaille mit Schwertern[1]
- Eiserner Halbmond[1]
- Wehrmacht-Dienstauszeichnung IV. bis I. Klasse
- Spange zum Eisernen Kreuz II. Klasse
- Kriegsverdienstkreuz (1939) II. und I. Klasse mit Schwertern
- Deutsches Kreuz in Silber am 31. August 1942